# Stefan Nystrand
Stefan Nystrand (* 20. Oktober 1981 in Haninge) ist ein ehemaliger schwedischer Freistil-Schwimmer.

## Werdegang
Sein Vater Sture Nystrand ist Schwede, seine Mutter Smiljana Kokeza ist in Split, Kroatien geboren. Er war vor allem auf der Kurzbahn erfolgreich, wo er insgesamt 25 Medaillen bei Welt- und Europameisterschaften erringen konnte. Bei den Schwimmeuropameisterschaften 2006 in Budapest konnte er auch erstmals auf der Langbahn in Erscheinung treten, als er über die 100-m-Freistildistanz hinter Filippo Magnini die Silbermedaille gewann.
Im darauffolgenden Jahr gewann er mit einem neuen schwedischen Rekord die Bronzemedaille über die 50-m-Freistilstrecke bei den Schwimmweltmeisterschaften 2007 in Melbourne.
Nystrand war viermal Olympiateilnehmer, wobei er 2004 über 50 m Freistil mit dem vierten Platz seine beste olympische Platzierung erreichte.

## Rekorde

### Persönliche Bestleistungen

#### Langbahn
- 50 m Freistil – 00:21,45,
- 100 m Freistil – 00:47,37

#### Kurzbahn
- 50 m Freistil – 00:20,70
- 100 m Freistil – 00:45,54